# 所羅門 (堪薩斯州)
所羅門（英語：Solomon）是一個位於美國堪薩斯州迪金森縣和薩林縣的城市。

## 地方資料
根據2020年美國人口普查的數據，所羅門的面積為2.23平方千米，當中陸地面積為2.23平方千米，而水域面積為0.00平方千米。當地共有人口993人，而人口密度為每平方千米445.29人。